# Gideon Stiening
Gideon Stiening (* 1965 in Bremen) ist ein deutscher Literaturwissenschaftler und Philosophiehistoriker.

## Leben
Als Stipendiat der Studienstiftung des deutschen Volkes studierte Gideon Stiening von 1987 bis 1993 Neuere deutsche Literatur und Sprache und Philosophie an der Philipps-Universität Marburg. Er promovierte über Friedrich Hölderlin im Jahr 2000 mit der Arbeit Epistolare Subjektivität. Das Erzählsystem in Friedrich Hölderlins Briefroman "Hyperion oder der Eremit in Griechenland" und habilitierte sich 2009 in München mit Literatur und Wissen im Werk Georg Büchners. Eine Studie zu seinen politischen, szientifischen und literarischen Schriften. Er hatte im Fachbereich Neuere deutsche Literatur Gast- und Vertretungsprofessuren inne an der Karl-Franzens-Universität Graz, an der Ludwig-Maximilians-Universität München sowie an der Universität Heidelberg.

## Forschung
Gideon Stienings Forschungs- und Arbeitsschwerpunkte sind neuzeitliche Literaturgeschichte, Rechtsphilosophie der europäischen Aufklärung, Wissenschaftsgeschichte 17. bis 19. Jahrhundert sowie Wissenschaftsorganisation innerhalb institutionell organisierter, durch die Deutsche Forschungsgemeinschaft geförderte Grundlagenforschung in den Wissenschaftsdisziplinen Literatur, Philosophie und Recht. Gideon Stiening ist Autor und Herausgeber zahlreicher wissenschaftlicher Schriften. Insbesondere ist er durch seine wissenschaftshistoriographischen Arbeiten zu Georg Büchner hervorgetreten.

## Schriften (Auswahl)
Monographien
- Epistolare Subjektivität. Das Erzählsystem in Friedrich Hölderlins Briefroman "Hyperion oder der Eremit in Griechenland". Tübingen: De Gruyter 2005.
- Literatur und Wissen im Werk Georg Büchners. Eine Studie zu seinen politischen, wissenschaftlichen und literarischen Schriften. Berlin u. a.: De Gruyter 2019.

Herausgeberschaft
- Hg. mit Oliver Bach, Andree Hahmann u. Stefan Klingner: Werkprofile. Philosophen und Literaten des 17. und 18. Jahrhunderts. Bisher 22 Bände. Berlin, Boston: De Gruyter 2011ff.
- Hg. mit Isabel Karremann: Feministische Aufklärung in Europa. Bisher 3 Bände. Berlin: Metzler 2021ff.
- Hg. mit Sven Hanuschek: Erich-Kästner-Studien. Ab Bd. 6. Bisher 3 Bände. Berlin, Boston: De Gruyter 2021ff.
- Hg. mit Martin Mulsow und Friedrich Vollhardt: Aufklärung. Interdisziplinäres Jahrbuch zur Erforschung des 18. Jahrhunderts und seiner Wirkungsgeschichte. Ab Band 29. Hamburg: Felix Meiner 2017.